# Saint-Cyr-de-Favières
Saint-Cyr-de-Favières ist eine französische Gemeinde mit 1.028 Einwohnern (Stand: 1. Januar 2022) im Département Loire in der Region Auvergne-Rhône-Alpes. Sie gehört zum Arrondissement Roanne und zum Kanton Le Coteau.

## Geographie

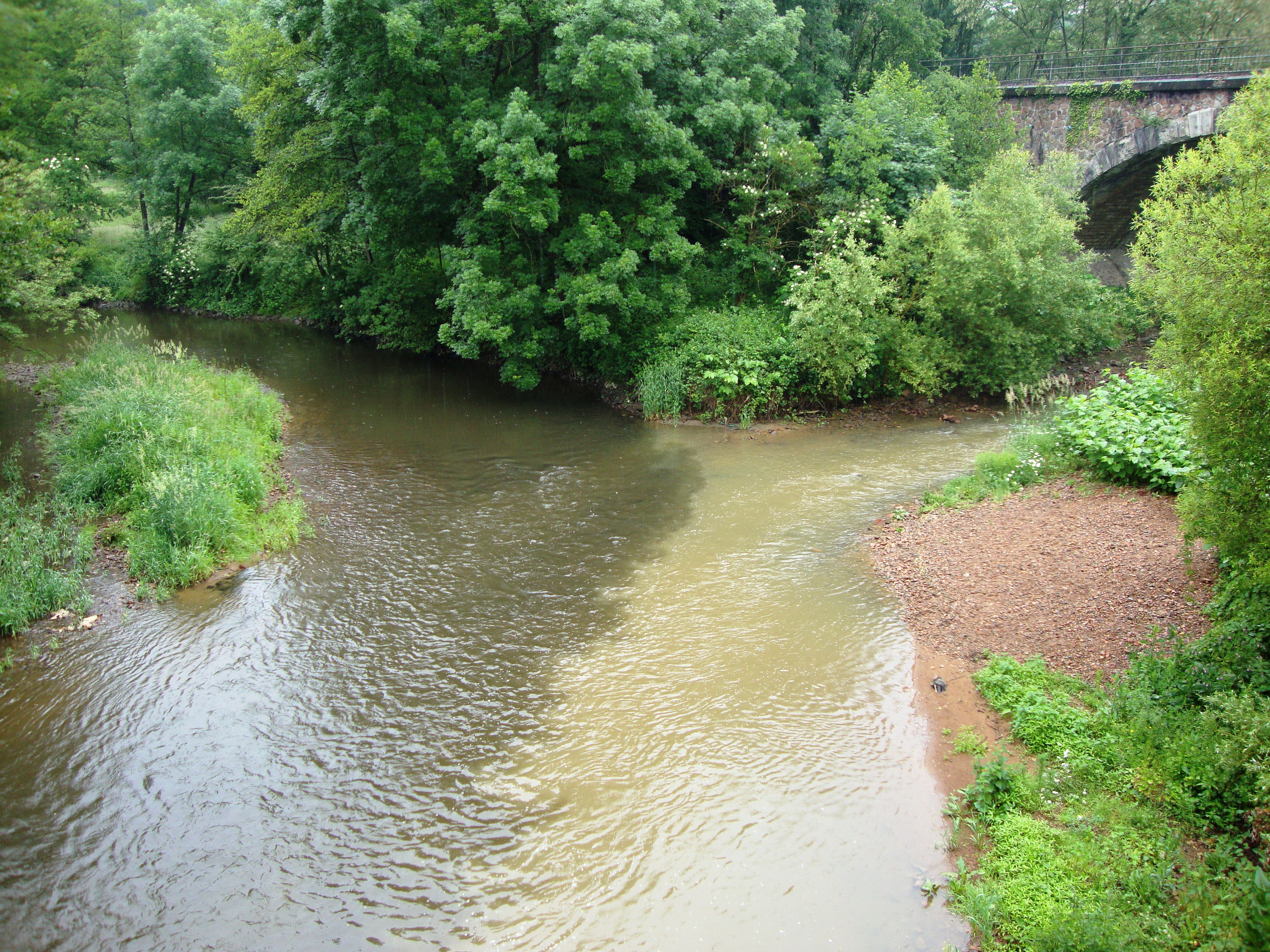
Mündung des Gand in den Rhins

Saint-Cyr-de-Favières liegt etwa sieben Kilometer südsüdöstlich von Roanne am Fluss Gand, der im Nordosten der Gemeinde in den Rhins mündet. Umgeben wird Saint-Cyr-de-Favières von den Nachbargemeinden Parigny im Norden, Notre-Dame-de-Boisset im Nordosten, Neaux im Osten, Vendranges im Osten und Südosten, Saint-Priest-la-Roche im Süden, Cordelle im Südwesten und Westen sowie Commelle-Vernay im Nordwesten. Am Ostrand der Gemeinde führt die Route nationale 7 entlang. Die Gemeinde besaß einen Bahnhof an der Bahnstrecke Moret-Veneux-les-Sablons–Lyon-Perrache, der nicht mehr bedient wird.

## Bevölkerungsentwicklung
| Jahr                       | 1962 | 1968 | 1975 | 1982 | 1990 | 1999 | 2006 | 2012 | 2022 |
| -------------------------- | ---- | ---- | ---- | ---- | ---- | ---- | ---- | ---- | ---- |
| Einwohner                  | 481  | 480  | 547  | 696  | 710  | 773  | 802  | 808  | 1028 |
| Quellen: Cassini und INSEE |      |      |      |      |      |      |      |      |      |

## Sehenswürdigkeiten
- Kirche Saint-Cyr aus dem 19. Jahrhundert

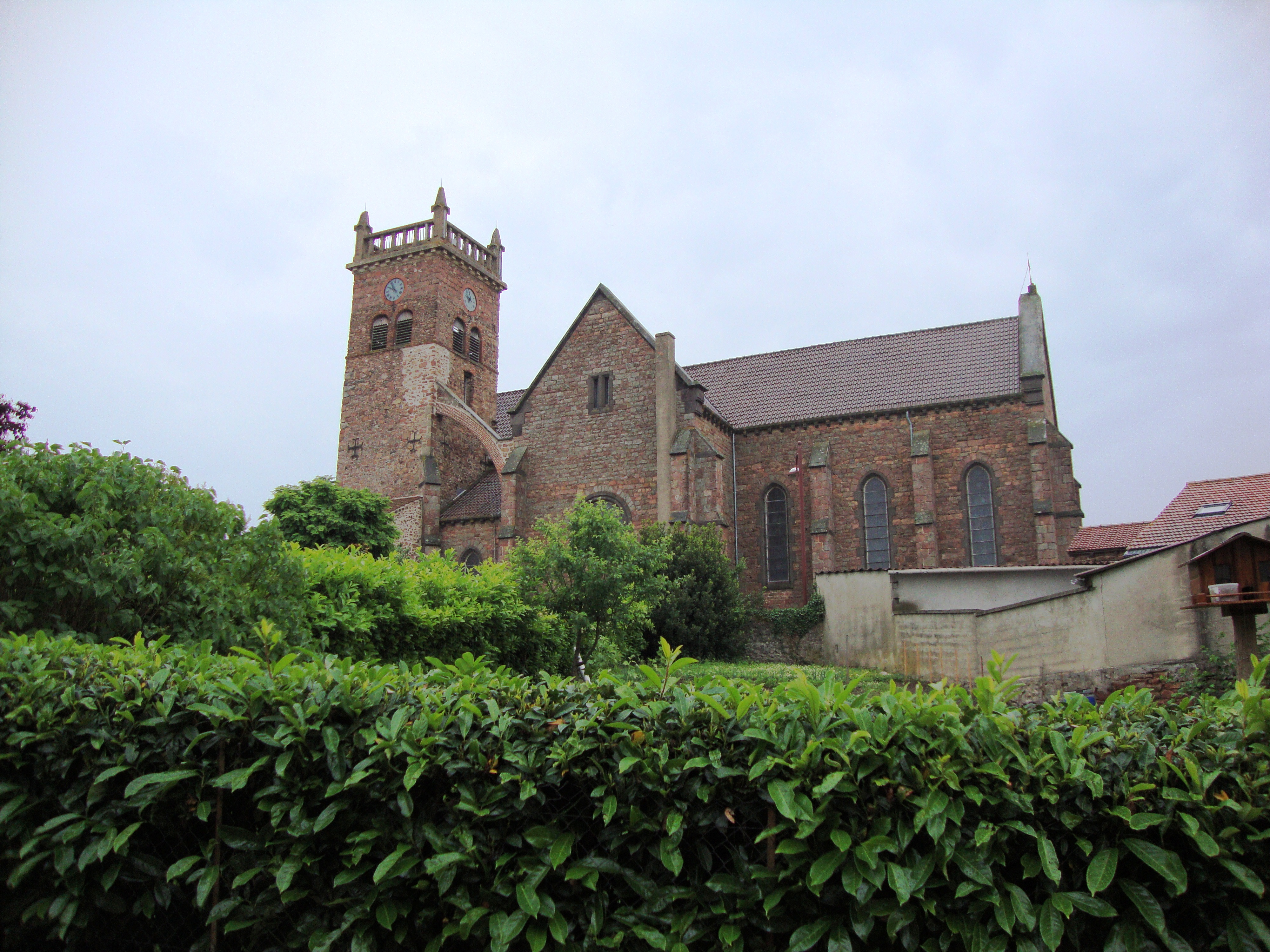
Kirche Saint-Cyr

- Pfarrhaus von 1636
- Rathaus aus dem 18. Jahrhundert
- Schloss Villon